# Dale Davis
Elliott Lydell „Dale“ Davis (* 25. März 1969 in Toccoa, Georgia) ist ein ehemaliger US-amerikanischer Basketballspieler.
Davis spielte die ersten neun Jahre seiner Karriere für die Indiana Pacers. Mit diesen hatte er Ende der 90er seine erfolgreichste Zeit, als man 2000 das NBA-Finale erreichte, jedoch den Los Angeles Lakers mit 2:4 unterlag. Im gleichen Jahr wurde auch Davis zum NBA All-Star Game eingeladen. Im Jahre 2000 wurde er für Jermaine O’Neal zu den Portland Trail Blazers transferiert. Er verließ die Pacers als bester Rebounder der Teamgeschichte. In Portland verbrachte Davis vier Jahre, ehe er 2004 zu den Golden State Warriors getradet wurde. Im März 2005 kehrte er zu den Pacers zurück und startete für den verletzten Jermaine O’Neal in allen 25 Spielen. Die letzten beiden Jahren spielte Davis für die Detroit Pistons.
Während seiner 17-jährigen NBA-Karriere erzielte Davis 8,0 Punkte, 7,9 Rebounds und 1,2 Blocks pro Spiel.

## Auszeichnungen
- NBA-All-Star: 2000